# Predmostnaja-Vorstadt
| Predmostnaja-Vorstadt Передмостова слобідка                         | Predmostnaja-Vorstadt Передмостова слобідка                         |
| Blick von der Nikolaus-Kettenbrücke auf die Vorstadt vor der Brücke | Blick von der Nikolaus-Kettenbrücke auf die Vorstadt vor der Brücke |
| ------------------------------------------------------------------- | ------------------------------------------------------------------- |
| Ortsteil von                                                        | Kiew                                                                |
| Rajon                                                               | Dnipro                                                              |

Die Predmostnaja-Vorstadt (ukrainisch Передмостова слобідка Peredmostowa slobidka, russisch Предмостная слободка Predmostnaja slobodka; deutsch Vorstadt vor der Brücke) war ein Stadtteil der Stadt Kiew am linken Ufer des Dnepr. In einigen Karten wird die Vorstadt auch als Petschersker Vorstadt bezeichnet. An ihrer Stelle befindet sich heute der Hidropark.

## Geschichte
| \| Predmostnaja-Vorstadt \| |
| Lage der Vorstadt           |
| Predmostnaja-Vorstadt       |

Die Vorstadt entstand gegen Ende des 18. Jahrhunderts als Wohnsiedlung für die Beschäftigten des Kiewer Arsenals. Nachdem im Jahre 1853 die Nikolaus-Kettenbrücke fertiggestellt wurde, erhielt die Siedlung ihren Namen aufgrund ihrer Lage vor dieser Brücke. Die Kiewer nannten die Siedlung auch „Venedig“ aufgrund der Vielzahl von stillen Buchten und Nebenarmen in diesem Teil des Dnepr. Der Name „Venedig“ hat sich als Name für eine der Dneprinseln und des Kanals zwischen dieser und der Dolobezkyj-Insel bis heute erhalten.
Die Nikolaus-Kettenbrücke endete ursprünglich auf dem linken Ufer des Dnepr. Für die Weiterführung der Straße nach Browary wurde ein Damm aufgeschüttet. Zum Zeitpunkt des Baus der Brücke war der Rusanow-Seitenarm lediglich eine schmale Bucht am Unterlauf der Dessjonka. Diese Bucht und drei weitere Gewässer wurden durch Holzbrücken gequert. Beim Frühjahrshochwasser 1877 wurden die Holzbrücken weggespült und der Damm beschädigt. In der Folge veränderte sich der Flusslauf deutlich, aus der Bucht wurde ein breiter Flussarm, der sich drei Kilometer weiter südlich wieder mit dem Hauptstrom vereinte. Die Nikolaus-Kettenbrücke endete nun auf der neu entstandenen, sandigen Insel, die den Namen Venezianische Insel erhielt. Auf der Insel entstand die Predmostnaja-Vorstadt. Der neu entstandene Flussarm wurde durch eine zweihundert Meter lange Holzbrücke überbrückt, die zerstörte Straße nach Browary wieder hergerichtet.
Anfang des 20. Jahrhunderts wurde in der Siedlung die Kirche des heiligen Johannes von Rylsky erbaut, die 1935 geschlossen und abgerissen wurde. Die Siedlung selbst wurde im Zweiten Weltkrieg 1943 beim Abzug der deutschen Truppen zerstört. In den 1960er Jahren wurde am Ort der vormaligen Siedlung das Naherholungsgebiet Hidropark angelegt. Ein Denkmal erinnert seit 1991 an die Zerstörung der Siedlung im 2. Weltkrieg und die Opfer unter der Zivilbevölkerung.

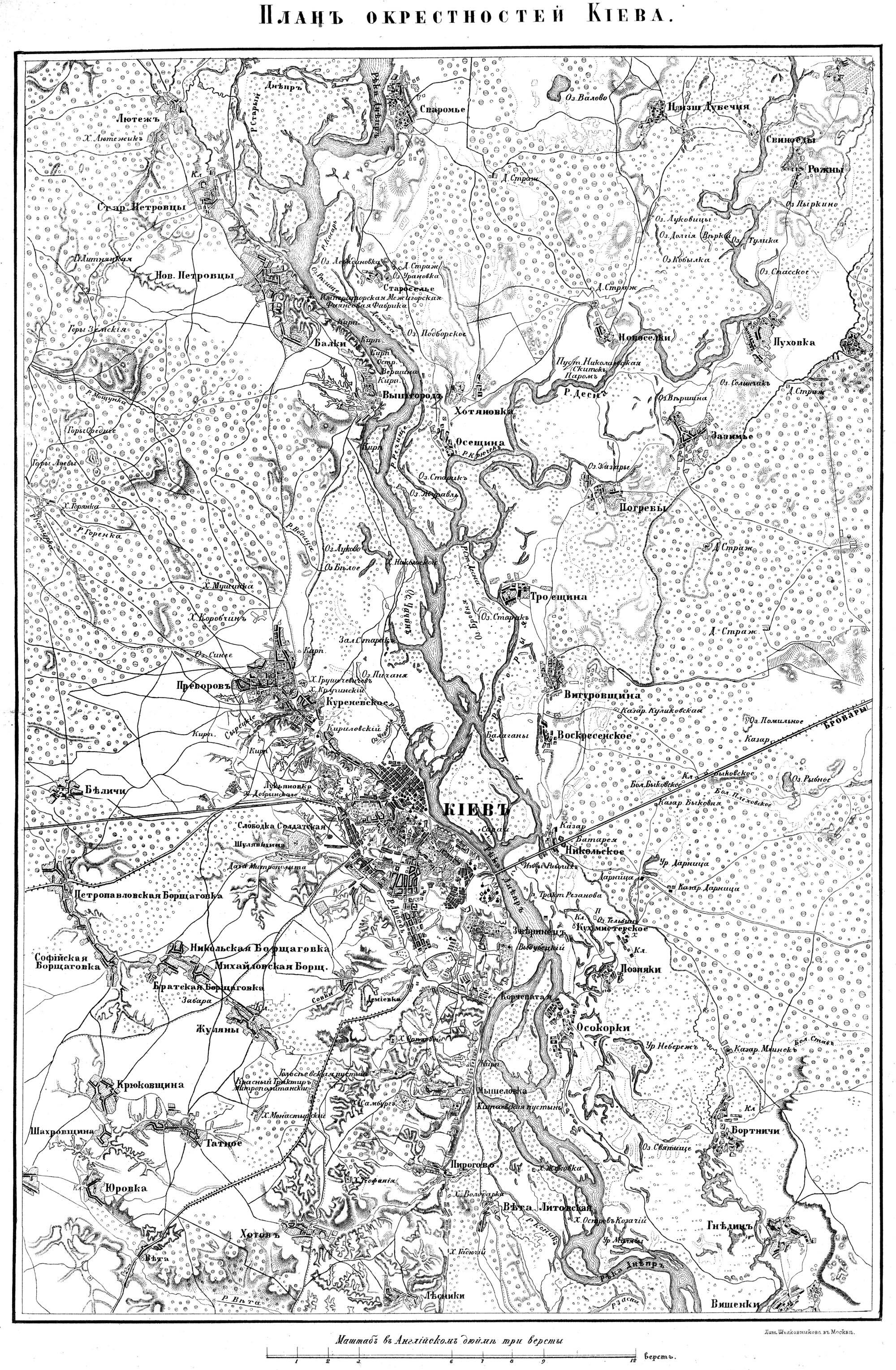
Karte von Kiew und Umgebung, 1850, die Vorstadt ist noch nicht verzeichnet
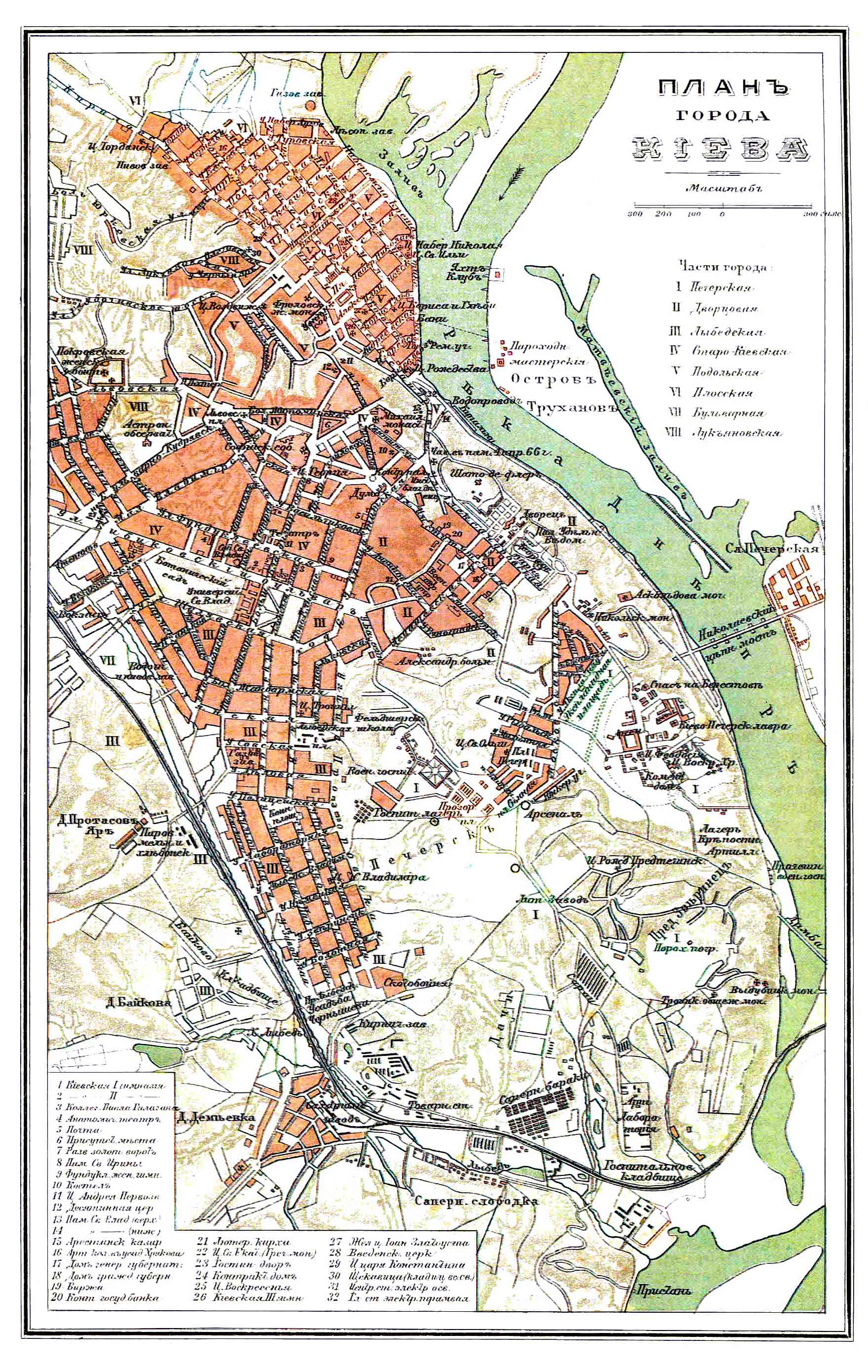
Stadtplan, um 1900 Jüdische Enzyklopädie von Brockhaus und Efron, hier als Petschersker Vorstadt bezeichnet
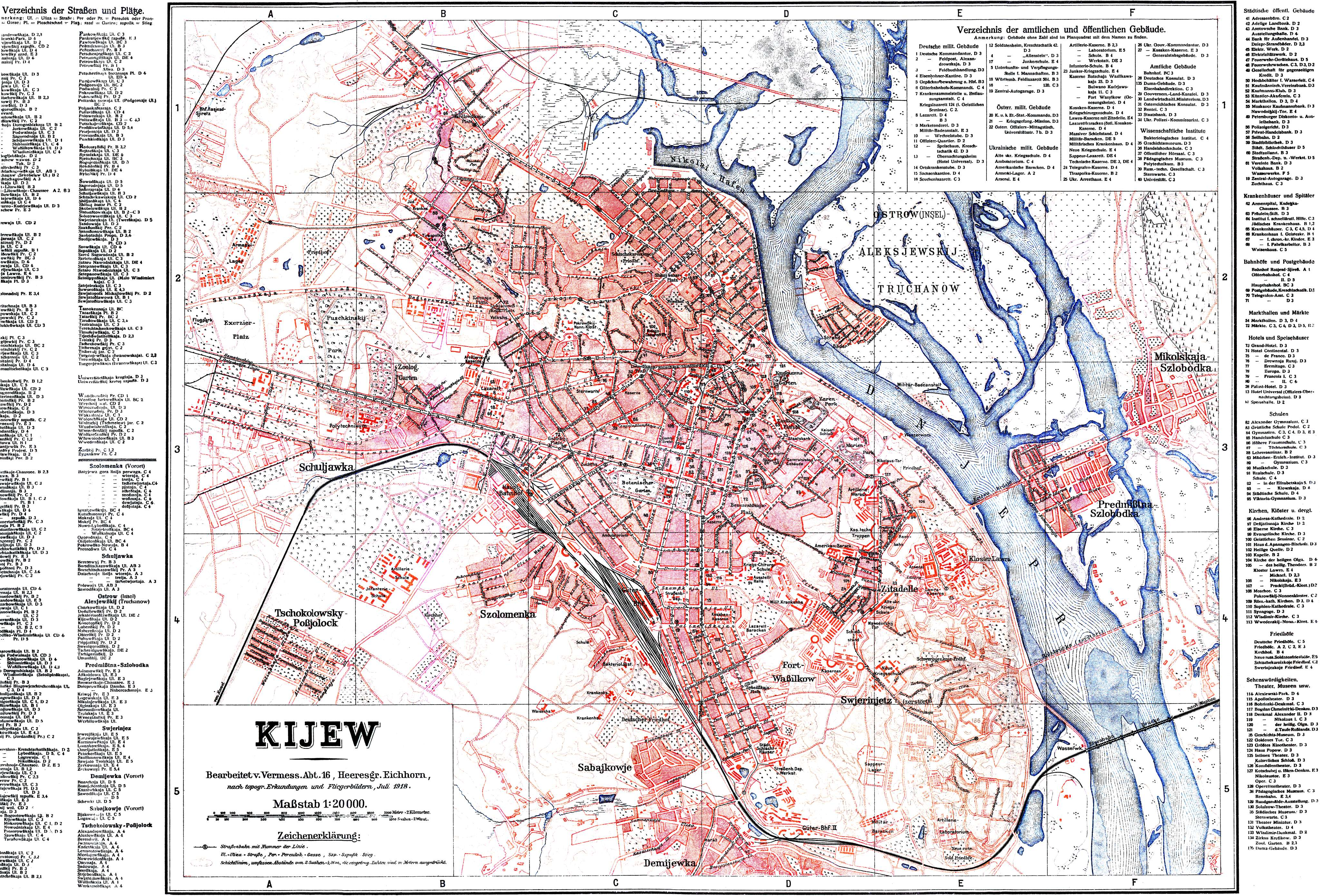
Karte von Kiew aus dem Jahre 1913, die Predmostnaja-Vorstadt liegt im Planquadrat F3
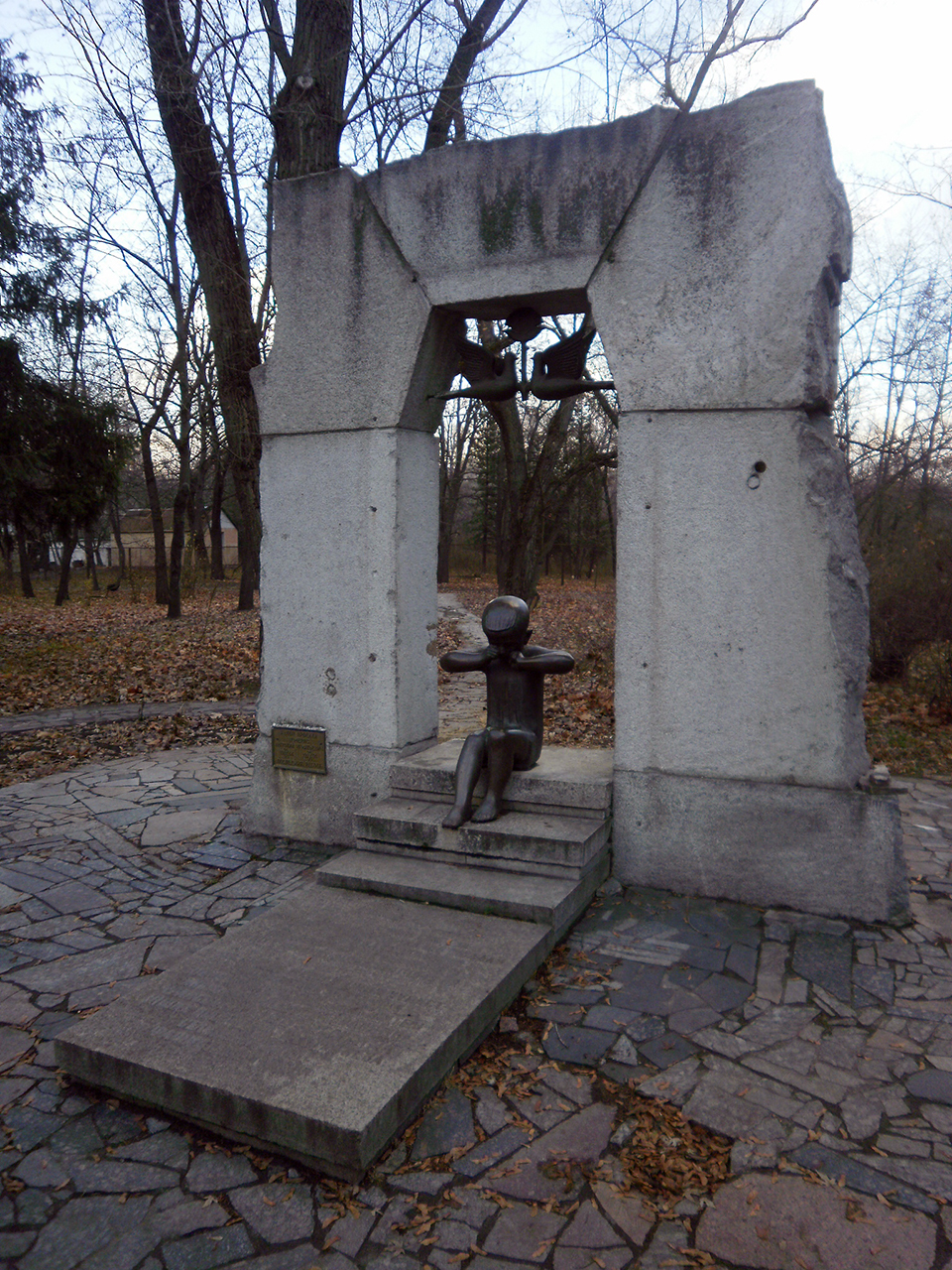
Denkmal zur Erinnerung an die Zerstörung des Ortes und die Opfer unter der Zivilbevölkerung
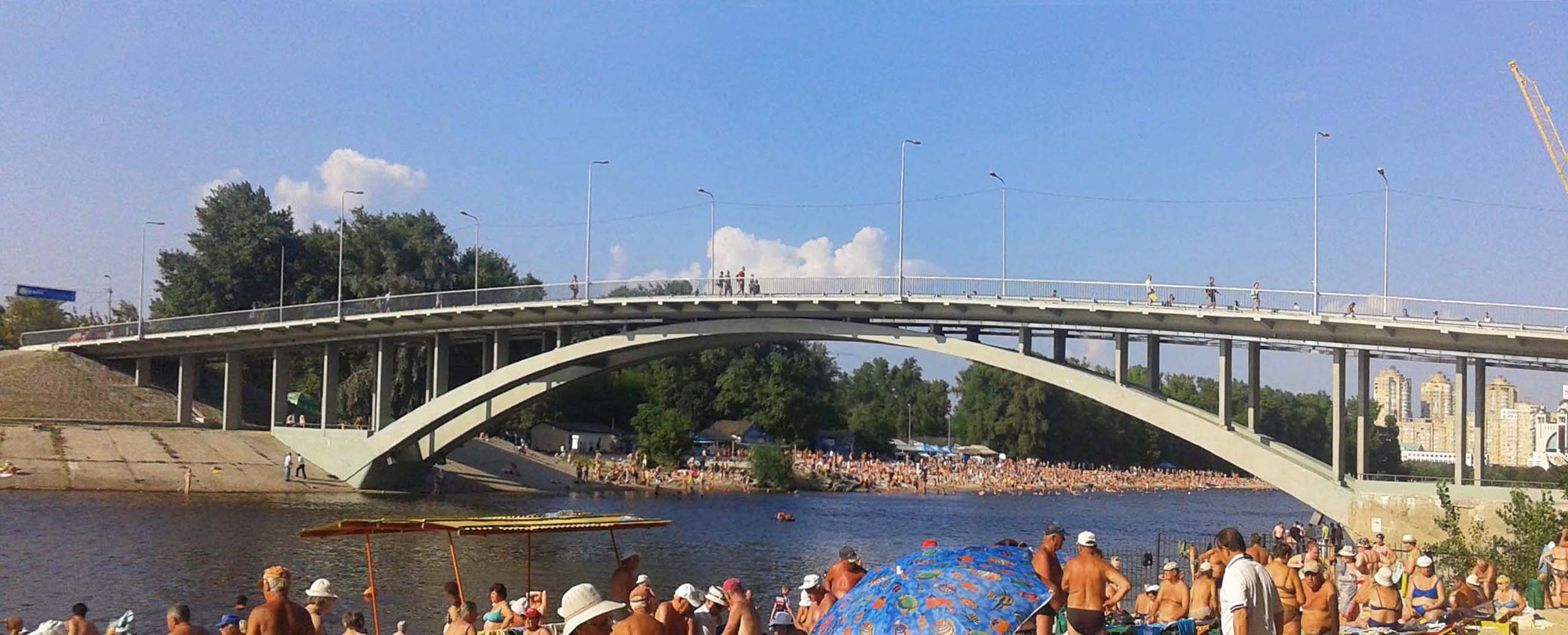
Die Venezianische Brücke im Hidropark erhielt ihren Namen von der umgangssprachlichen Bezeichnung der Vorstadt vor der Brücke